# Grammy Awards de 2012
A 54.ª cerimônia anual do Grammy Awards foi realizada em 12 de fevereiro de 2012, no Staples Center, Los Angeles, Califórnia, horando os maiores nomes da música do ano de 2011.
Os indicados foram anunciados em uma cerimônia de aproximadamente de 1 hora de duração, nomeada The GRAMMY Nominations Concert Live! – Countdown to Music's Biggest Night, no Nokia Theatre.
 A Lista de indicados é liderada Por Kanye West com 7 indicações, seguido de Adele, Bruno Mars e Foo Fighters com 6 indicações cada um.
Paul McCartney recebeu o Grammy Honorário da MusiCares Personalidade do Ano, no dia 10 de fevereiro, na noite de apresentação de alguns vencedores do Grammy 2012. A cerimônia também contou com uma entrega a Amy Winehouse, morta em julho do ano passado, que em dueto com Tony Bennett, gravou a música Body & Soul. Bennett recebeu os Grammys junto aos pais de Winehouse.

Esse ano aconteceu restruturação das categorias do Grammy, sendo assim, 78 categorias. Depois de 5 anos, a edição do Grammy teve o apresentador rapper LL Cool J.
No dia 11 de fevereiro foi encontrada morta, aos 48 anos a cantora Whitney Houston. A produção do Grammy no dia seguinte, anunciou que a cantora Jennifer Hudson protagonizará uma performance homenagem.
A grande vencedora da noite foi a cantora Adele com seis prêmios, seguida de Foo Fighters com cinco, e Kanye West com quatro.

## Apresentações
Pré-Cerimônia
- Kim Burrell, Le'Andria Johnson, Kelly Price e Trin-I-Tee 5:7
- Joyce DiDonato
- Steve Earle

Cerimônia Principal
| Artista(s) | Canções(s)                                                                                      |
| --- | ----------------------------------------------------------------------------------------------- |
| Bruce Springsteen The E Street Band                                                                           | "We Take Care of Our Own"                                                                       |
| Bruno Mars | "Runaway Baby"                                                                                  |
| Amy Winehouse & Tony Bennett                                                                                  | "Body & Soul"                                                                                   |
| Alicia Keys Bonnie Raitt                                                                                      | Tributo para Etta James "A Sunday Kind of Love"                                                 |
| Chris Brown                                                                                                   | "Beautiful People"                                                                              |
| Jason Aldean Kelly Clarkson                                                                                   | "Don't You Wanna Stay"                                                                          |
| Foo Fighters                                                                                                  | "Walk"                                                                                          |
| Rihanna Coldplay                                                                                              | "We Found Love Princess of China Paradise"                                                      |
| Maroon 5 Foster the People The Beach Boys                                                                     | Aniversário de 50 Anos dos The Beach Boys "Surfer Girl" "Wouldn't It Be Nice" "Good Vibrations" |
| Paul Mccartney                                                                                                | "My Valentine"                                                                                  |
| The Civil Wars                                                                                                | "Barton Hollow"                                                                                 |
| Taylor Swift                                                                                                  | "Mean"                                                                                          |
| Katy Perry | "E.T." "Part of Me"                                                                             |
| Adele | "Rolling in the Deep"                                                                           |
| The Band Perry Blake Shelton Glen Campbell                                                                    | "Gentle on My Mind" "Southern Nights" "Rhinestone Cowboy"                                       |
| Carrie Underwood e Tony Bennett                                                                               | "It Had to Be You"                                                                              |
| Jennifer Hudson                                                                                               | Tributo para Whitney Houston "I Will Always Love You"                                           |
| Chris Brown David Guetta Lil Wayne Deadmau5 Foo Fighters                                                      | "I Can Only Imagine" "Rope" "Raise Your Weapon"                                                 |
| Nicki Minaj                                                                                                   | Roman Holiday                                                                                   |
| Paul McCartney Bruce Springsteen Dave Grohl Joe Walsh Rusty Anderson Brian Ray Paul Wickens Abe Laboriel, Jr. | "Golden Slumbers" "Carry That Weight" "The End"                                                 |

- Maceo Parker iria fazer um tributo ao saxofonista Clarence Clemons seguindo a passagem da cerimónia de 2011. Porém, com o falecimento da cantora Whitney Houston, Jennifer Hudson foi substituída para homenager a cantora, que morreu 24 horas antes da cerimónia.[9]

## Apresentadores
Pré-Cerimônia
- Gerald Clayton
- Chick Corea
- Brandon Heath
- Arturo O'Farrill
- OK Go
- Corinne Bailey Rae
- Esperanza Spalding
- Jimmy Jam

Cerimônia Principal
- Alicia Keys e Bonnie Raitt — Apresentou Melhor Performance Pop Solo
- Marc Anthony e Fergie -  Apresentou Melhor Performance de Rap
- Reba McEntire - Introduziu Jason Aldean e Kelly Clarkson
- Jack Black - Introduziu Foo Fighters
- Ryan Seacrest - Introduziu Maroon 5, Foster the People e The Beach Boys
- Mario Manningham, Pauley Perrette e Victor Cruz - Apresentou Melhor Performance de Rock
- Stevie Wonder - Introduziu Paul Mccartney
- Taraji P. Henson — Apresentou Melhor Álbum de R&B
- The Civil Wars - Introduziu Taylor Swift
- Neil Patrick Harris - Apresentou Canção do Ano
- Kate Beckinsale (com LL Cool J) — Introduziu Katy Perry
- Dierks Bentley e Miranda Lambert - Apresentou Melhor Álbum Country
- Gwyneth Paltrow - Introduziu Adele
- Taylor Swift - Introduziu The Band Perry, Blake Shelton e Glen Campbell
- Carrie Underwood e Tony Bennett - Apresentou Artista Revelação
- Questlove (com LL Cool J) — Introduziu Chris Brown, Deadmau5, Foo Fighters, David Guetta e Lil Wayne
- Drake - Introduziu Nicki Minaj
- Lady Antebellum - Apresentou Gravação do Ano
- Diana Ross (com LL Cool J) - Apresentou Álbum do Ano

## Indicados e vencedores

### Meritos Especiais
MusiCares Person of the Year
- Paul Mccartney

Grammy Lifetime Achievement Award 
- Allman Brothers Band, Glen Campbell, Antonio Carlos Jobim, Roy Haynes, George Jones, the Memphis Horns, Diana Ross, Gil Scott-Heron

Grammy Trustees Award
- Dave Bartholomew, Steve Jobs, Rudy Van Gelder[11][12]

### Categorias Universais
Gravação do Ano
"Rolling in the Deep" – Adele
Paul Epworth, produtor; Tom Elmhirst & Mark Rankin, Engenheiros/Mixers
- "Holocene" – Bon Iver
  - Justin Vernon, produtor; Brian Joseph & Justin Vernon, Engenheiros/Mixers
- "Grenade" – Bruno Mars
  - The Smeezingtons, produtores; Ari Levine & Manny Marroquin, Engenheiros/Mixers
- "The Cave" – Mumford & Sons
  - Markus Dravs, produtor; Francois Chevallier & Ruadhri Cushnan, Engenheiros/Mixers
- "Firework" – Katy Perry
  - Mikkel S. Eriksen, Tor Erik Hermansen & Sandy Vee, produtores; Mikkel S. Eriksen, Phil Tan, Sandy Vee & Miles Walker, Engenheiros/Mixers

Grammy Awards de 2012

12 de Fevereiro de 2012
Álbum do Ano: 

21 – Adele
Gravação do Ano: 

Rolling in the Deep - Adele
Canção do Ano: 

Rolling in the Deep - Adele
Artista Revelação: 

Bon Iver
Álbum do Ano
21 – Adele
Jim Abbiss, Adele, Paul Epworth, Rick Rubin, Fraser T. Smith, Ryan Tedder & Dan Wilson, produtores; Jim Abbiss, Philip Allen, Beatriz Artola, Ian Dowling, Tom Elmhirst, Greg Fidelman, Dan Parry, Steve Price, Mark Rankin, Andrew Scheps, Fraser T. Smith & Ryan Tedder, engenheiros/mixers; Tom Coyne, engenheiros/mixers;
- Wasting Light – Foo Fighters
  - Butch Vig, produtor; James Brown & Alan Moulder, engenheiros/mixers; Joe LaPorta & Emily Lazar, engenheiros/mixers;
- Born This Way – Lady Gaga
  - Paul Blair, DJ Snake, Fernando Garibay, Lady Gaga, Robert John "Mutt" Lange, Jeppe Laursen, RedOne & Clinton Sparks, producers; Fernando Garibay, Bill Malina, Trevor Muzzy, RedOne, Dave Russell, Justin Shirley Smith, Horace Ward & Tom Ware, engineers/mixers; Gene Grimaldi, Engineers/Mixers;
- Doo-Wops & Hooligans – Bruno Mars
  - B.o.B, Cee Lo Green & Damian Marley, artistas participadores;; Dwayne "Supa Dups" Chin-Quee, Needlz & The Smeezingtons, produtores; Ari Levine & Manny Marroquin, Engineers/Mixers; Stephen Marcussen, mastering engineer
- Loud – Rihanna
  - Drake, Eminem & Nicki Minaj, artistas participadores; Ester Dean, Mikkel S. Eriksen, Alex Da Kid, Kuk Harrell, Tor Erik Hermansen, Mel & Mus, Awesome Jones, Makeba Riddick, The Runners, Sham, Soundz, Chris "Tricky" Stewart, Sandy Vee & Willy Will, produtores; Ariel Chobaz, Cary Clark, Mikkel S. Eriksen, Alex Da Kid, Josh Gudwin, Kuk Harrell, Jaycen Joshua, Manny Marroquin, Dana Nielsen, Chad "C-Note" Roper, Noah "40" Shebib, Corey Shoemaker, Jay Stevenson, Mike Strange, Phil Tan, Brian "B-Luv" Thomas,"

Canção do Ano
"Rolling in the Deep"
Adele Adkins & Paul Epworth, compositores (Adele)
- "All of the Lights"
  - Jeff Bhasker, Malik Jones, Warren Trotter & Kanye West, compositores (Kanye West participação Rihanna, Kid Cudi e Fergie) (com Drake, Alvin Fields, Elly Jackson, Elton John, Alicia Keys, John Legend, Ryan Leslie, Ken Lewis, The-Dream, Charlie Wilson & Tony Williams)
- "The Cave"
  - Ted Dwane, Ben Lovett, Marcus Mumford & Country Winston, compositores (Mumford & Sons)
- "Grenade"
  - Brody Brown, Claude Kelly, Philip Lawrence, Ari Levine, Bruno Mars & Andrew Wyatt, compositores (Bruno Mars)
- "Holocene"
  - Justin Vernon, compositores (Bon Iver)

Artista Revelação
Bon Iver
- The Band Perry
- J. Cole
- Nicki Minaj
- Skrillex"

### Pop
Melhor Performance Pop Solo
Adele - "Someone Like You"
- Lady Gaga - "Yoü and I"
- Katy Perry - "Firework"
- Bruno Mars - "Grenade"
- Pink - "Fuckin' Perfect"

Melhor Performance ou Colaboração Pop Vocal Por Dueto/Grupo/Banda
Tony Bennett e Amy Winehouse - "Body And Soul (canção)"
- The Black Keys - "Dearest"
- Coldplay - "Paradise"
- Foster The People - "Pumped Up Kicks"
- Maroon 5 com Christina Aguilera - "Moves Like Jagger"

Melhor Álbum Pop Instrumental
Booker T. Jones - "The Road From Memphis"
- Jenny Oaks Baker - "Wish Upon A Star"
- Daniel Ho - "E Kahe Malie"
- Dave Koz - "Hello Tomorrow"
- Brian Setzer - "Setzer Goes Instru-Mental!"

Melhor Álbum Pop Vocal
21 - Adele 
- Doo-Wops & Hooligans - Bruno Mars
- The Lady Killer - Cee Lo Green
- Born This Way - Lady Gaga
- Loud - Rihanna

### Música Dance/Electronica
Melhor Gravação Dance
"Scary Monsters and Nice Sprites" – Skrillex
Skrillex, produtor e mixer
- "Raise Your Weapon" – Deadmau5 com Greta Svabo Bech
  - Joel Zimmerman, produtor
- "Barbra Streisand" – Duck Sauce
  - Duck Sauce, produtores e mixers
- "Sunshine" – David Guetta & Avicii
  - Avicii, David Guetta & Giorgio Tuinfort, produtores; Avicii, mixer
- "Call Your Girlfriend" – Robyn
  - Klas Åhlund & Billboard, produtores; Niklas Flyckt, mixer
- "Save the World" – Swedish House Mafia
  - Swedish House Mafia, produtores e mixers

Melhor Álbum Dance/Eletronica
Skrillex - Scary Monsters and Nice Sprites
- Cut/Copy - Zonoscope
- Deadmau5 - 4x4=12
- David Guetta - Nothing but the Beat
- Robyn - Body Talk, Pt. 3

### Música Pop Tradicional
Melhor Álbum de Pop Tradicional
Tony Bennett - Duets II
- Susan Boyle - The Gift
- Harry Connick Jr. - In Concert On Broadway
- Seth MacFarlane - Music Is Better Than Words
- Barbra Streisand - What Matters Most

### Rock
Melhor Performance de Rock
Foo Fighters - "Walk"
- Coldplay - "Every Teardrop Is a Waterfall"
- The Decemberists - "Down By the Water"
- Mumford & Sons - "The Cave"
- Radiohead - "Lotus Flower"

Melhor Performance de Hard Rock/Metal
Foo Fighters - "White Limo"
- Dream Theater - "On The Backs Of Angels"
- Mastodon - "Curl Of The Burl"
- Megadeth - "Public Enemy No. 1"
- Sum 41 - "Blood In My Eyes"

Melhor Canção de Rock
"Walk" - Foo Fighters, escritores (Foo Fighters)
- "The Cave"
  - Mumford & Sons, escritores (Mumford & Sons)
- "Down By the Water"
  - Colin Meloy, escritor (The Decemberists)
- "Every Teardrop Is a Waterfall"
  - Coldplay, escritores (Coldplay)
- "Lotus Flower"
  - Radiohead, escritores (Radiohead)

Melhor Álbum de Rock
"Wasting Light" - Foo Fighters
- "Rock 'N' Roll Party Honoring Les Paul" - Jeff Beck
- "Come Around Sundown" - Kings Of Leon
- "I'm with You" - Red Hot Chili Peppers
- "The Whole Love" - Wilco

### Música Alternativa
Melhor Álbum de Música Alternativa
Bon Iver - "Bon Iver"
- Death cab for a Cutie - "Codes And Keys"
- Foster The People - "Torches"
- My Morning Jacket - "Circuital"
- Radiohead - "The King Of Limbs"

### R&B
Melhor Performance de R&B
Corinne Bailey Rae - "Is This Love"
- Marsha Ambrosius - "Far Away"
- Ledisi - "Track from"
- Kelly Price & Stokley - "Not My Daddy"
- Charlie Wilson - "You Are"

Melhor Performance Tradicional de R&B
Cee Lo Green com Melanie Fiona - "Fool For You"
- Eric Benet - "Sometimes i Cry"
- R. Kelly - "Radio Message"
- Raphael Saadiq - "Good Man"
- Betty Wright & The Roots - "Surrender"

Melhor Canção de R&B;
Cee Lo Green com Melanie Fiona - "Fool For You"
- Marsha Ambrosius - "Far Away"
- Kelly Price & Stokley - "Not My Daddy"
- Ledisi - "Pieces of Me"
- Charlie Wilson - "You Are"

Melhor Álbum de R&B
Chris Brown - "F.A.M.E."
- El DeBarge - "Second Chance"
- R. Kelly - "Love Letter"
- Ledisi - "Pieces of Me"
- Kelly Price - "Kelly"

### Rap
Melhor Performance de Rap
Jay-Z e Kanye West — "Otis"
- Chris Brown, Busta Rhymes, e Lil Wayne — "Look At Me Now"
- Lupe Fiasco - "The Show Goes On"
- Nicki Minaj e Drake - "Moment 4 Life"
- Wiz Khalifa - "Black And Yellow"

Melhor Colaboração de Rap/Sung
Kanye West, Rihanna, Kid Cudi, Elton John, Alicia Keys e Fergie — "All of the Lights"
- Beyoncé Knowles e André 3000 — "Party"
- DJ Khaled, Drake, Rick Ross, e Lil Wayne — "I'm On One"
- Dr. Dre, Eminem, e Skylar Grey — "I Need A Doctor"
- Rihanna e Drake — "What's My Name?"
- Kelly Rowland e Lil Wayne — "Motivation"

Melhor Canção de Rap
Kanye West, Rihanna, Kid Cudi, Elton John, Alicia Keys e Fergie — "All of the Lights"
- Wiz Khalifa — Black and Yellow
- Dr. Dre, Eminem, e Skylar Grey — "I Need A Doctor"
- Chris Brown, Busta Rhymes, e Lil Wayne — "Look At Me Now"
- Jay-Z e Kanye West — "Otis"
- Lupe Fiasco — "The Show Goes On"

Melhor Álbum de Rap
Kanye West - "My Beautiful Dark Twisted Fantasy"
- Kanye West e Jay-Z - "Watch the Throne"
- Lil Wayne — "Tha Carter IV"
- Lupe Fiasco - "Lasers"
- Nicki Minaj - "Pink Friday"

### Música Country
Melhor Performance de Country Solo
Taylor Swift - "Mean"
- Jason Aldean - "Dirt Road Anthem"
- Martina McBride - "I'm Gonna Love You Through It"
- Blake Shelton - "Honey Bee"
- Carrie Underwood - "Mama's Song"

Melhor Performance Country por Dueto/Grupo/Banda
The Civil Wars - "Barton Hollow"
- Jason Aldean com Kelly Clarkson - "Don't You Wanna Stay"
- Kenny Chesney com Grace Potter - "You and Tequila"
- Thompson Square - "Are You Gonna Kiss Me Or Not"

Melhor Canção Country
Taylor Swift, compositora (Taylor Swift) - "Mean"
- Jim Collins & David Lee Murphy, compositores (Thompson Square)
  - "Are You Gonna Kiss Me Or Not"
- Dave Barnes, escritor (Blake Shelton)
  - "God Gave Me You"
- Casey Beathard, Monty Criswell & Ed Hill, escritores (Trace Adkins)
  - "Just Fishin'"
- Vince Gill, Amy Grant, Will Owsley & Dillon O’Brian, escritores (Vince Gill)
  - "Threaten Me With Heaven"
- Matraca Berg & Deana Carter, escritores (Kenny Chesney com Grace Potter)
  - "You and Tequila"

Melhor Álbum de Country
Lady Antebellum - "Own The Night"
- Jason Aldean - "My Kinda Party"
- Eric Church - "Chief"
- Blake Shelton - "Red River Blue
- George Strait - "Here For A Good Time"
- Taylor Swift - "Speak Now"

### New Age
Melhor Álbum de New Age
Pat Metheny - What's It All About
- Al Conti - "Northern Seas"
- Michael Brant DeMaria - "Gaia"
- Peter Kater - "Wind, Rock, Sea & Flame"
- Zamora - "Instrumental Oasis, Vol. 6"

### Jazz
Melhor Improviso de Jazz Solo
Chick Corea, solista - "500 Miles High"
- Randy Brecker, solista - "All Or Nothing At All"
- Ron Carter, solista - "You Are My Sunshine"
- Fred Hersch, solista - "Work"
- Sonny Rollins, solista - "Sonnymoon For Two"

Melhor Álbum Vocal de Jazz
Terri Lyne Carrington & Vários Artistas - "The Mosaic Project"
- Karrin Allyson - "Round Midnight"
- Kurt Elling - "The Gate"
- Tierney Sutton (Banda) - "American Road"
- Roseanna Vitro - "The Music Of Randy Newman"

Melhor Álbum Instrumental de Jazz
Corea, Clarke & White - "Forever"
- Gerald Clayton - "Bond: The Paris Sessions"
- Fred Hersch - "Alone At The Vanguard"
- Joe Lovano/Us Five - "Bird Songs"
- Sonny Rollins - Road Shows Vol. 2
- Yellowjackets - Timeline

Melhor Álbum de um Grupo de Jazz
Christian McBride Big Band - "The Good Feeling"
- Randy Brecker With DR Big Band - "The Jazz Ballad Song Book"
- Arturo O'Farrill & The Afro Latin Jazz Orchestra - "40 Acres And A Burro"
- Gerald Wilson Orchestra - "Legacy"
- Miguel Zenón - "Alma Adentro: The Puerto Rican Songbook"

### Música Gospel
Melhor Performance de Gospel Contemporânea Cristã
Le'Andria Johnson - "Jesus"
- Steven Curtis Chapman - "Do Everything"
- Natalie Grant - "Alive (Mary Magdalene)"
- Brandon Heath - "Your Love"
- Chris Tomlin - "I Lift My Hands"

Melhor Canção de Gospel
Kirk Franklin, escritor (Kirk Franklin) - "Hello Fear"
- Erica Campbell, Tina Campbell, Gerald Haddon & Tammi Haddon, escritores (Mary Mary) - "Sitting With Me"
- Donald Lawrence, escritor (Donald Lawrence & Co. Featuring Blanche McAllister-Dykes) - "Spiritual"
- Richard Smallwood, escritores (Richard Smallwood & Vision) - "Trust Me"
- Canton Jones, escritor (Canton Jones) - "Window"

Melhor Música Gospel Contemporânea
Laura Story, Escritora (Laura Story) - "Blessings"
- Jamie Grace Harper, Toby McKeehan & Christopher Stevens, escritores (Jamie Grace Featuring Tobymac) - "Hold Me"
- Chris Tomlin - "I Lift My Hands"
- Matthew West, escritor (Matthew West) - "Strong Enough"
- Brandon Heath & Jason Ingram, escritores (Brandon Heath)" - "Your Love"

Melhor Álbum de Gospel
Kirk Franklin - "Hello Fear"
- Kim Burrell - "The Love Album"
- Andraé Crouch - "The Journey"
- Mary Mary - "Something Big"
- Trin-I-Tee 5:7 - "Angel & Chanelle Deluxe Edition"

Melhor Álbum de Música Contemporânea Cristã
Chris Tomlin - "And If Our God Is For Us..."
- Gungor - "Ghosts Upon The Earth"
- Brandon Heath - "Leaving Eden"
- Leeland - "The Great Awakening"
- Mandisa - "What If We Were Real"
- Royal Tailor - "Black & White"

### Música Latina
Melhor Álbum De Música Latina Pop,Rock,Urbana
Maná – Drama Y Luz
- Calle 13 – Entren Los Que Quieran
- Gustavo Galindo – Entre La Ciudad Y El Mar
- La Vida Bohème – Nuestra
- Los Amigos Invisibles – Not So Commercial

Melhor Álbum de Música Mexicana
Pepe Aguilar - "Bicentenario"
- Mariachi Divas De Cindy Shea - "Orale"
- Mariachi Los Arrieros Del Valle - "Amor A La Musica"
- Paquita La Del Barrio - "Eres Un Farsante"
- Joan Sebastian - "Huevos Rancheros"

Melhor Álbum de Uma Banda
Los Tigres Del Norte - "Los Tigres Del Norte and Friends"
- El Güero Y Su Banda Centenario - "Estare Mejor"
- Intocable - "Intocable 2011"
- Los Tucanes De Tijuana - "El Árbol"
- Michael Salgado - "No Vengo A Ver Si Puedo... Si Por Que Puedo Vengo"

Melhor Álbum Latino Tropical
Cachao - "The Last Mambo"
- Edwin Bonilla - "Homenaje A Los Rumberos"
- José Rizo's Mongorama - "Mongorama"

### American Roots
Melhor Álbum de Americana
Levon Helm - "Ramble At The Ryman"
- Linda Chorney - "Emotional Jukebox"
- Ry Cooder - "Pull Up Some Dust And Sit Down"
- Emmylou Harris - "Hard Bargain"
- Lucinda Williams - "Blessed"

Melhor Álbum de Bluesgrass
Alison Krauss & Union Station – Paper Airplane
- Jim Lauderdale – Reason And Rhyme: Bluegrass Songs By Robert Hunter & Jim Lauderdale
- Steve Martin e Steep Canyon Rangers – Rare Bird Alert
- The Del McCoury Band – Old Memories: The Songs Of Bill Monroe
- Ralph Stanley – A Mother's Prayer
- Chris Thile & Michael Daves – Sleep With One Eye Open

Melhor Álbum de Bluess
Tedeschi Trucks Band - "Revelator"
- Gregg Allman - "Low Country Blues"
- Marcia Ball - "Roadside Attractions"
- Warren Haynes - "Man In Motion"
- Keb' Mo' - "The Reflection"

Melhor Álbum do Povo
The Civil Wars - "Barton Hollow"
- Steve Earle - "I'll Never Get Out Of This World Alive"
- Fleet Foxes - "Helplessness Blues"
- Eddie Vedder - "Ukulele Songs"
- Gillian Welch - "The Harrow & The Harvest"

Melhor Álbum Regional de Música Roots
Rebirth Brass Band - "Rebirth Of New Orleans"
- C.J. Chenier - "Can't Sit Down"
- George Kahumoku, Jr. - "Wao Akua - The Forest Of The Gods"
- Steve Riley & The Mamou Playboys - "Grand Isle"
- Jimmy Sturr & His Orchesta - "Not Just Another Polka"

### Reggae
Melhor Álbum de Reggae
 Stephen Marley – Revelation Pt 1: The Root Of Life
- Monty Alexander – Harlem-Kingston Express Live!
- Israel Vibration – Reggae Knights
- Ziggy Marley – Wild and Free
- Shaggy – Summer in Kingston

### World Music
Melhor Álbum de World Music
 Tinariwen- "Tassili"
- AfroCubism – "AfroCubism"
- Femi Kuti - "Africa For Africa"
- Ladysmith Black Mambazo- "Songs From A Zulu Farm"

### Infatil
Melhor Álbum Infantil
Vários Artistas - "All About Bullies... Big And Small"
- The Papa Hugs Band - "Are We There Yet?"
- Miss Amy - "Fitness Rock & Roll"
- The Banana Plant "GulfAlive"
- Vários Artistas - "I Love: Tom T. Hall's Songs Of Fox Hollow"

### Spoken Word
Melhor Álbum de Spoken Word
(inclui Poesias, Livros de áudio & Histórias)
Betty White - "If You Ask Me (And Of Course You Won't)"
- Tina Fey - Bossypants
- Vários Artistas - "Fab Fan Memories - The Beatles Bond
- Dan Donohue & Varios Artistas - "Hamlet (William Shakespeare)"
- Val Kilmer & Cast - "The Mark Of Zorro"

### Comédia
Melhor Álbum de Comédia
Louis C.K. - "Hilarious"
- Weird Al Yankovic - "Alpocalypse"
- Patton Oswalt - "Finest Hour"
- Kathy Griffin - "Kathy Griffin: 50 & Not Pregnant"
- The Lonely Island - "Turtleneck & Chain"

### Teatro Musical
Melhor Álbum de Teatro Musical
- Anything Goes
  - Sutton Foster & Joel Grey, principais solistas; Rob Fisher, James Lowe & Joel Moss, produtores (Cole Porter, compositor/Lirico) (Novo Elenco da Broadway)
- The Book of Mormon: vencedor
  - Josh Gad & Andrew Rannells, principais solistas; Anne Garefino, Robert Lopez, Stephen Oremus, Trey Parker, Scott Rudin & Matt Stone, produtores; Robert Lopez, Trey Parker & Matt Stone, compositores/Líricos (Elenco Original da Broadway)
- How to Succeed in Business Without Really Trying
  - John Larroquette & Daniel Radcliffe, principais solistas; Robert Sher, produtor (Frank Loesser, compositor/Lirico) (Gravação do elenco da Broadway de 2011)

### Mídia visual (cinema/televisão)
Melhor Álbum de Soundtrack
Vários Artistas - Boardwalk Empire: Volume 1
- Christina Aguilera, Cher - Burlesque
- Glee Cast - Glee: The Music, Volume 4
- Vários Artistas - Tangled
- Vários Artistas - True Blood: Volume 3

Melhor Canção de Soundtrack
Alexandre Desplat - The King's Speech
- Clint Mansell - Black Swan
- Alexandre Desplat - Harry Potter and the Deathly Hallows: Part 2
- Ryan Shore - The Shrine
- Daft Punk - Tron Legacy

Melhor Canção Escrita para Soundtrack
I See The Light (De Enrolados) - Alan Menken & Glenn Slater, escritores (Mandy Moore & Zachary Levi) - Do Álbum: Tangled
- Born To Be Somebody (de Never Say Never)
  - Diane Warren, escritora (canção de Justin Bieber)
    - Do Álbum: Never Say Never The Remixes
- Christmastime Is Killing Us (De Family Guy)
  - Ron Jones, Seth MacFarlane & Danny Smith, escritores (Danny Smith, Ron Jones & Seth MacFarlane)
- So Long (do Filme: Winnie The Pooh)
  - Zooey Deschanel, escritor (Zooey Deschanel & M. Ward)
    - Do Álbum: Winnie The Pooh
- Where The River Goes (de Footloose)
  - Zac Brown, Wyatt Durrette, Drew Pearson & Anne Preven, Escritores (Zac Brown)
    - Do Álbum: Footloose
- You Haven't Seen The Last Of Me (de Burlesque)
  - Diane Warren, Escritora (Cher)
    - Do Álbum: Burlesque

### Compositores/arranjadores
Melhor Composição Instrumental
Béla Fleck & Howard Levy - "Life In Eleven"
- John Hollenbeck - "Falling Men"
- Gordon Goodwin - "Hunting Wabbits 3 (Get Off My Lawn)"
- Randy Brecker - "I Talk To The Trees"
- Russell Ferrante - "Timeline"

Melhor Performance Instrumental Arranjada
Gordon Goodwin - "Rhapsody In Blue"
- Peter Jensen - "All Or Nothing At All"
- Clare Fischer - "In The Beginning"
- Bob Brookmeyer - "Nasty Dance"
- Carlos Franzetti - "Song Without Words"

Melhor Performance Instrumental Arranjada Acompanhadas de Vocais
Jorge Calandrelli - "Who Can I Turn To (When Nobody Needs Me)"
- Vince Mendoza - "Ao Mar"
- Rob Mathes - "Moon Over Bourbon Street"
- Kevin Axt, Ray Brinker, Trey Henry, Christian Jacob & Tierney Sutton - "On Broadway"
- William A. Ross - "The Windmills Of Your Mind"

### Package
Melhor Gravação de Boxes
Vincent Morisset - "Scenes From The Suburbs"
- Todd Gallopo - "Chickenfoot III"
- Sarah Dodds & Shauna Dodds - "Good Luck & True Love"
- Jonathan Dagan - "Rivers And Homes"
- Virgil Abloh - "Watch the Throne"

Melhor Edição Especial de Boxes
Dave Bett & Michelle Holme - "The Promise: The Darkness On The Edge Of Town Story"
- Donald Twain & Zachariah Wildwood - "The King Of Limbs"
- Matt Taylor & Ellen Wakayama - "25th Anniversary Music Box"
- James Spindler - "25 Years"
- David Gorman - "Wingless Angels - Deluxe Edition"

### História
Melhor Álbum Histórico
Paul McCartney - "Band On The Run (Paul McCartney Archive Collection - Deluxe Edition)"
- Christopher C. King & Ted Olson - "The Bristol Sessions, 1927-1928: The Big Bang Of Country Music"
- Tom Lunt, Rob Sevier & Ken Shipley - "Complete Mythology"
- Chris Strachwitz - "Hear Me Howling!: Blues, Ballads & Beyond As Recorded By The San Francisco Bay By Chris Strachwitz In The 1960s"
- Ernst Mikael Jorgensen - "Young Man With The Big Beat: The Complete '56 Elvis Presley Masters"

### Produção
Melhor Álbum Engenheiro (Não Clássico)
Paper Airplane - Mike Shipley, engenheiro; Brad Blackwood, mastering engineer (Alison Krauss & The Union Station)
- Follow Me Down
  - Brandon Bell & Gary Paczosa, engenheiro; Sangwook "Sunny" Nam & Doug Sax, mastering engineers (Sarah Jarosz)
- The Harrow & The Harvest
  - Matt Andrews, engenheiro; Stephen Marcussen, mastering engineer (Gillian Welch)
- Music Is Better Than Words
  - Rich Breen & Frank Filipetti, engenheiro; Bob Ludwig, mastering engineer (Seth MacFarlane)
- The Next Right Thing
  - Kevin Killen, Brendan Muldowney & John Shyloski, engenheiro; John Shyloski, mastering engineer (Seth Glier)

Produtor do Ano (Não Clássico)
*Paul Epworth
- - Call It What You Want - Foster The People (T)
  - I Would Do Anything For You - Foster The People (T)
  - I'll Be Waiting - Adele (T)
  - Life On The Nickel - Foster The People (T)
  - No One's Gonna Love You - Cee-Lo Green (S)
  - Rolling In The Deep - Adele (T)
- Danger Mouse
  - Danger Mouse & Daniele Luppi Present Rome (A)
  - Meyrin Fields - Broken Bells (S)
- The Smeezingtons
  - Doo-Wops & Hooligans - Bruno Mars (A)
  - If I Was You (OMG) - Far East Movement Com Snoop Dogg (T)
  - Lighters - Bad Meets Evil com Bruno Mars (T)
  - Mirror - Lil Wayne  com Bruno Mars (T)
  - Rocketeer - Far East Movement  com Ryan Tedder of OneRepublic (T)
- Ryan Tedder
  - Brighter Than The Sun - Colbie Caillat (T)
  - Favorite Song - Colbie Caillat  com Common (T)
  - I Remember Me - Jennifer Hudson (T)
  - I Was Here - Beyoncé (T)
  - Not Over You - Gavin DeGraw (S)
  - 1Nite (One Night) - Cobra Starship (S)
  - Rumour Has It - Adele (T)
  - Sweeter - Gavin DeGraw (T)
  - Who's That Boy - Demi Lovato  com Dev (T)
- Butch Vig
  - Wasting Light - Foo Fighters (A)

Melhor Gravação Remix
Cinema (Skrillex Remix) - Sonny Moore, remixer (Benny Benassi)
- Collide (Afrojack Remix)
  - Afrojack, remixer (Leona Lewis)
- End Of Line (Photek Remix)
  - Photek, remixer (Daft Punk)
- Only Girl (In The World) (Rosabel Club Mix)
  - Abel Aguilera & Ralphi Rosario, remixers (Rihanna)
- Rope (Deadmau5 Mix)
  - Deadmau5, remixer (Foo Fighters)

### Produções, surround
Melhor Álbum de Sorround
Layla and Other Assorted Love Songs|Layla And Other Assorted Love Songs (Super Deluxe Edition) - Elliot Scheiner, surround mix engineer; Bob Ludwig, engrenheiros; Bill Levenson & Elliot Scheiner, produtor (Derek & The Dominos)
- An Evening With Dave Grusin
  - Frank Filipetti & Eric Schilling, surround mix engrenheiros; Frank Filipetti, engrenheiros;; Phil Ramone, Produtor (Various Artists)
- Grace For Drowning
  - Steven Wilson, surround mix engineer; Paschal Byrne, surround mastering engrenheiros; Steven Wilson, Produtor (Steven Wilson)
- Kind
  - Morten Lindberg, surround mix engineer; Morten Lindberg, engenheiro produtor; Morten Lindberg, produtor (Kjetil Almenning, Ensemble 96 & Nidaros String Quartet)
- Spohr: String Sextet In C Major, Op. 140 & Nonet In F Major, Op. 31
  - Andreas Spreer, surround mix engineer; Andreas Spreer, engrenheiros; Andreas Spreer, produtor (Camerata Freden)

### Produções clássicas
Álbum Produzido do Ano, Clássico
- Aldridge: Elmer Gantry
  - Byeong-Joon Hwang & John Newton, engenheiros; Jesse Lewis, mastering engineer (William Boggs, Keith Phares, Patricia Risley, Vale Rideout, Frank Kelley, Heather Buck, Florentine Opera Chorus & Milwaukee Symphony Orchestra)
- Glazunov: Complete Concertos
  - Richard King, engenheiros;(José Serebrier, Alexey Serov, Wen-Sinn Yang, Alexander Romanovsky, Rachel Barton Pine, Marc Chisson & Russian National Orchestra)
- Mackey: Lonely Motel - Music From Slide
  - Tom Lazarus & Bill Maylone, engenheiros; Joe Lambert, mastering engineer (Rinde Eckert, Steven Mackey & Eighth Blackbird)
- Rachmaninov: Piano Concertos Nos. 3 & 4
  - Arne Akselberg, engineer (Leif Ove Andsnes, Antonio Pappano & London Symphony Orchestra)
- Weinberg: Symphony No. 3 & Suite No. 4 From 'The Golden Key'
  - Torbjörn Samuelsson, engenheiros; (Thord Svedlund & Gothenburg Symphony Orchestra)

Produtor do Ano, Clássico
Judith Sherman - Adams: Son Of Chamber Symphony; String Quartet (John Adams, St. Lawrence String Quartet & International Contemporary Ensemble)
- - Capricho Latino (Rachel Barton Pine)
  - 85th Birthday Celebration (Claude Frank)
  - Insects & Paper Airplanes - Chamber Music Of Lawrence Dillon (Daedalus Quartet & Benjamin Hochman)
  - Midnight Frolic - The Broadway Theater Music Of Louis A. Hirsch (Rick Benjamin & Paragon Ragtime Orchestra)
  - Notable Women - Trios By Today's Female Composers (Lincoln Trio)
  - The Soviet Experience, Vol. 1 - String Quartets By Dmitri Shostakovich & His Contemporaries (Pacifica Quartet)
  - Speak! (Anthony De Mare)
  - State Of The Art - The American Brass Quintet At 50 (The American Brass Quintet)
  - Steve Reich: WTC 9/11; Mallet Quartet; Dance Patterns (Kronos Quartet, Steve Reich Musicians & So Percussion)
  - Winging It - Piano Music Of John Corigliano (Ursula Oppens)
- Blanton Alspaugh - Aldridge: Elmer Gantry (William Boggs, Keith Phares, Patricia Risley, Vale Rideout, Frank Kelley, Heather Buck, Florentine Opera Chorus & Milwaukee Symphony Orchestra)
  - Beethoven: Complete Piano Sonatas (Peter Takács)
  - Osterfield: Rocky Streams (Paul Osterfield, Todd Waldecker & Various Artists)
- Manfred Eicher
  - Bach: Concertos & Sinfonias For Oboe; Ich Hatte Viel Bekümmernis (Heinz Holliger, Eric Höbarth & Camerata Bern)
  - Hymns & Prayers (Gidon Kremer & Kremerata Baltica)
  - Manto & Madrigals (Thomas Zehetmair & Ruth Killius)
  - Songs Of Ascension (Meredith Monk & Vocal Ensemble, Todd Reynolds Quartet, The M6 & Montclair State University Singers)
  - Tchaikovsky/Kissine: Piano Trios (Gidon Kremer, Giedre Dirvanauskaite & Khatia Buniatishvili)
  - A Worcester Ladymass (Trio Mediaeval)
- David Frost
  - Chicago Symphony Orchestra Brass Live (Chicago Symphony Orchestra Brass)
  - Mackey: Lonely Motel - Music From Slide (Rinde Eckert, Steven Mackey & Eighth Blackbird)
  - Prayers & Alleluias (Kenneth Dake)
  - Sharon Isbin & Friends - Guitar Passions (Sharon Isbin & Various Artists)
- Peter Rutenberg
  - Brahms: Ein Deutsches Requiem, Op. 45 (Patrick Dupré Quigley, James K. Bass, Seraphic Fire & Professional Choral Institute)
  - The Vanishing Nordic Chorale (Philip Spray & Musik Ekklesia)

### Música clássica
Melhor Performance Por uma Orquestra
Brahms: Symphony No. 4 - Gustavo Dudamel :(Los Angeles Philharmonic)
- Bowen: Symphonies Nos. 1 & 2 - Andrew Davis]

(BBC Philharmonic)
- Haydn: Symphonies 104, 88 & 101 - Nicholas McGegan

(Philharmonia Baroque Orchestra)
- Henze: Symphonies Nos. 3-5 - Marek Janowski

(Rundfunk-Sinfonieorchester Berlin)
- Martinu: The 6 Symphonies - Jiří Bělohlávek

(BBC Symphony Orchestra)
Melhor Gravação de Opera
Adams: Doctor Atomic - Alan Gilbert, condutor; Meredith Arwady, Sasha Cooke, Richard Paul Fink, Gerald Finley, Thomas Glenn & Eric Owens; Jay David Saks, producer (Metropolitan Opera Orchestra; Metropolitan Opera Chorus)
- Britten: Billy Budd
  - Mark Elder, condutor; John Mark Ainsley, Phillip Ens, Jacques Imbrailo, Darren Jeffery, Iain Paterson & Matthew Rose; James Whitbourn, producer (London Philharmonic Orchestra; Glyndebourne Chorus)
- Rautavaara: Kaivos
  - Hannu Lintu, condutor; Jaakko Kortekangas, Hannu Niemelä, Johanna Rusanen-Kartano & Mati Turi; Seppo Siirala, producer (Tampere Philharmonic Orchestra; Kaivos Chorus)
- Verdi: La Traviata
  - Antonio Pappano, condutor; Joseph Calleja, Renée Fleming & Thomas Hampson; James Whitbourn, producer (Orchestra of the Royal Opera House; Royal Opera Chorus)
- Vivaldi: Ercole Sul Termodonte
  - Fabio Biondi, condutor; Romina Basso, Patrizia Ciofi, Diana Damrau, Joyce DiDonato, Vivica Genaux, Philippe Jaroussky, Topi Lehtipuu & Rolando Villazón; Daniel Zalay, producer (Europa Galante; Coro Da Camera Santa Cecilia Di Borgo San Lorenzo)

Melhor Performance de um Coral
- Beyond All Mortal Dreams - American A Cappella
  - Stephen Layton, conductor (Choir Of Trinity College Cambridge)
- Brahms: Ein Deutsches Requiem, Op. 45
  - Patrick Dupré Quigley, conductor; James K. Bass, chorus master (Justin Blackwell, Scott Allen Jarrett, Paul Max Tipton & Teresa Wakim; Professional Choral Institute & Seraphic Fire)
- Kind
  - Kjetil Almenning, conductor (Nidaros String Quartet; Ensemble 96)
- Light & Gold
  - Eric Whitacre, conductor (Christopher Glynn & Hila Plitmann; The King's Singers, Laudibus, Pavão Quartet & The Eric Whitacre Singers)
- The Natural World Of Pelle Gudmundsen-Holmgreen
  - Paul Hillier, conductor (Ars Nova Copenhague)

Melhor Performance de um Pequeno grupo de Opera
Mackey: Lonely Motel - Music From Slide - Rinde Eckert & Steven Mackey; Eighth Blackbird
- Frank: Hilos
  - Gabriela Lena Frank; ALIAS Chamber Ensemble
- The Kingdoms Of Castille
  - Richard Savino, conductor; El Mundo
- A Seraphic Fire Christmas
  - Patrick Dupré Quigley, conductor; Seraphic Fire
- Sound The Bells!
  - The Bay Brass

Melhor Instrumental Performance Solo
Schwantner: Concerto For Percussion & Orchestra - Giancarlo Guerrero, conductor; Christopher Lamb (Nashville Symphony) :Track de: Schwantner: Chasing Light…
- Chinese Recorder Concertos - East Meets West
  - Lan Shui, condutor; Michala Petri (Copenhague Philharmonic)
- Rachmaninov: Piano Concerto No. 2 In C Minor, Op. 18; Rhapsody On A Theme Of Paganini
  - Yuja Wang (Claudio Abbado; Mahler Chamber Orchestra)
- Rachmaninov: Piano Concertos Nos. 3 & 4
  - Leif Ove Andsnes (Antonio Pappano; London Symphony Orchestra)
- Winging It - Piano Music Of John Corigliano
  - Ursula Oppens

Melhor Performance Clássica Solo
Diva Divo - Joyce DiDonato - Kazushi Ono; Orchestre De L'Opéra National De Lyon; Choeur De L'Opéra National De Lyon
- Grieg/Thommessen: Veslemøy Synsk - Marianne Beate Kielland
  - Nils Anders Mortensen
- Handel: Cleopatra - Natalie Dessay
  - Emmanuelle Haïm; Le Concert D'Astrée
- Purcell: O Solitude - Andreas Scholl
  - Stefano Montanari; Christophe Dumaux; Accademia Bizantina
- Three Baroque Tenors - Ian Bostridge
  - Bernard Labadie; Mark Bennett, Andrew Clarke, Sophie Daneman, Alberto Grazzi, Jonathan Gunthorpe, Benjamin Hulett & Madeline Shaw; The English Concert

Melhor Composição Contemporânea solo
Robert Aldridge & Herschel Garfein - "Aldridge, Robert: Elmer Gantry"
- George Crumb - "Crumb, George: The Ghosts Of Alhambra"
- Jefferson Friedman - "Friedman, Jefferson: String Quartet No. 3"
- Steven Mackey - "Mackey, Steven: Lonely Motel - Music From Slide"
- Poul Ruders - "Ruders, Poul: Piano Concerto No. 2'"

### Videos musicais
Melhor Forma Curta de Video Musical
Adele - "Rolling in the Deep"
- "Weird Al" Yankovic - "Perform This Way"
- Memory Tapes - "Yes I Know"
- OK Go - "All Is Not Lost"
- Radiohead - "Lotus Flower"
- Skrillex - "First Of The Year (Equinox)"

Melhor Forma Longa de Video Musical
Foo Fighters - "Back And Forth"
- Beyoncé - I Am... World Tour
- Kings Of Leon - "Talihina Sky: The Story Of Kings Of Leon"
- A Tribe Called Quest - "Beats, Rhymes & Life: The Travels Of A Tribe Called Quest"
- TV On The Radio - "Nine Types Of Light"

## Artistas com múltiplas indicações e prêmios
| Artistas com Múltiplas Indicações: - Sete: Kanye West . - Seis: Adele, Bruno Mars, e Foo Fighters. - Cinco: Skrillex, Lil Wayne e Radiohead. - Quatro: Mumford & Sons, Bon Iver, Jay-z, Rihanna e Lady Gaga. - Três: Blake Shelton, Brandon Heath, Cee Lo Green, Chris Brown, Chris Tomlin, Deadmau5, Jason Aldean, Kelly Price, Ledisi, Lupe Fiasco, Taylor Swift, Drake e Coldplay,Nicki Minaj. - Duas: Alexandre Desplat, Alison Krauss & Union Station, Beyoncé, Charlie Wilson, Daft Punk, David Guetta, Dr. Dre, Foster the People, Gillian Welch, Katy Perry, Kenny Chesney, Kirk Franklin, Kings of Leon, Marsha Ambrosius, Mary Mary, Robyn, R. Kelly, Seth MacFarlane, Thompson Square, The Civil Wars, Tony Bennett, "Weird Al" Yankovic e Wiz Khalifa | Artistas com múltiplos prêmios: - Seis: Adele - Cinco: Foo Fighters - Quatro: Kanye West - Três: Skrillex - Dois: Tony Bennett, Bon Iver, Cee Lo Green, Fergie, The Civil Wars, Taylor Swift e Rihanna |